# Liste der Naturdenkmale in Rechtenstein
| Naturdenkmale | Anzahl |
| ------------- | ------ |
| FND           | 2      |
| END           | 4      |
| Gesamt        | 6      |

Die Liste der Naturdenkmale in Rechtenstein nennt die verordneten Naturdenkmale (ND) der im baden-württembergischen Alb-Donau-Kreis liegenden Gemeinde Rechtenstein. In Rechtenstein gibt es insgesamt sechs als Naturdenkmal geschützte Objekte, davon zwei flächenhafte Naturdenkmale (FND) und vier Einzelgebilde-Naturdenkmale (END).
Stand: 1. November 2016.

## Flächenhafte Naturdenkmale (FND)
| Name                                        | Bild | Kennung     | Einzelheiten            | Position | Fläche Hektar | Datum         |
| ------------------------------------------- | ---- | ----------- | ----------------------- | -------- | ------------- | ------------- |
| Sommerberg mit Geisterhöhle und Winterlinde |      | 84250980006 | Rechtenstein            | ⊙        | 4,6           | 30. Sep. 1998 |
| Trockenrasen und 2 Hainbuchen (36a bis c)   | BW   | 84250730036 | Lauterach, Rechtenstein | ⊙        | 0,2           | 9. Aug. 1999  |
| Legende für Naturdenkmal                    |      |             |                         |          |               |               |

## Einzelgebilde (END)
| Name                     | Bild | Kennung     | Einzelheiten | Position | Fläche Hektar | Datum         |
| ------------------------ | ---- | ----------- | ------------ | -------- | ------------- | ------------- |
| 1 Hainbuche              | BW   | 84250980003 | Rechtenstein | ⊙        | 0,0           | 30. Sep. 1998 |
| 1 Kastanie im Feld       | BW   | 84250980002 | Rechtenstein | ⊙        | 0,0           | 30. Sep. 1998 |
| 1 Rotbuche               | BW   | 84250980007 | Rechtenstein | ⊙        | 0,0           | 30. Sep. 1998 |
| 1 Stieleiche             | BW   | 84250980005 | Rechtenstein | ⊙        | 0,0           | 30. Sep. 1998 |
| Legende für Naturdenkmal |      |             |              |          |               |               |